# مردخاي فعنونو
مردخاي فعنونو (بالعبرية: מרדכי ואנונו) (ولد 14 أكتوبر 1954-)، يُعرف أيضًا باسم جون كروسمان، هو فني نووي إسرائيلي سابق وناشط سلام،  اشتهر لكشفه عن تفاصيل برنامج الأسلحة النووية الإسرائيلي للصحافة البريطانية عام 1986 كونه معارض لأسلحة الدمار الشامل. استدرج بعد ذلك إلى إيطاليا من قبل وكالة المخابرات الإسرائيلية (الموساد) ، حيث تم تخديره وخطفه. نُقل سراً إلى إسرائيل وأدين في نهاية المطاف في محاكمة عُقدت خلف أبواب مغلقة.
قضى فعنونو 18 عامًا في السجن بما في ذلك أكثر من 11 عامًا في الحبس الانفرادي على الرغم من حقيقة أن لا حكم المحكمة ولا قانون العقوبات الإسرائيلي حددا هذه العقوبة. بعد إطلاق سراحه من السجن في عام 2004، واجه مجموعة متنوعة من القيود على خطابه وحرية التنقل. اعتقل عدة مرات لانتهاكه شروط الإفراج المشروط وإجراء مقابلات مع وسائل إعلام أجنبية ومحاولة مغادرة إسرائيل. زعم أنه تعرض "لمعاملة قاسية وغير إنسانية" من قبل حراس السجن وأن الأمور ربما كانت لتسير بشكل مختلف لو لم يصبح مسيحياً.
في عام 2007، حُكم على فعنونو بالسجن ستة أشهر لانتهاكه شروط الإفراج المشروط عنه. اعتبرت العقوبة قاسية بشكل غير عادي حتى من قبل الادعاء الذي توقع عقوبة مع وقف التنفيذ. ومع ذلك في مايو 2010 القي القبض على فعنونو مرة أخرى وحكم عليه بالسجن لمدة ثلاثة أشهر بتهمة أنه التقى بأجانب في انتهاك لشروط إطلاق سراحه من السجن في عام 2004. رداً على ذلك أصدرت منظمة العفو الدولية بياناً صحفياً في يوليو 2007 جاء فيه أن "المنظمة تعتبر مردخاي فعنونو سجين رأي وتدعو إلى الإفراج عنه فوراً ودون قيد أو شرط".

## حياته
ولد فعنونو بمراكش في المغرب لعائلة يهودية محافظة. جاء إلى إسرائيل بعمر 9 سنوات مع عائلته وسكنوا في بئر السبع بجنوب إسرائيل وبعد أن أنهى تعليمه في المدرسة انخرط فعنونو في صفوف الجيش الإسرائيلي في وحدة الهندسة الحربية ووصل إلى درجة نقيب.
وبعدها تعلم الفيزياء. في سنة 1976 بداء العمل كفني في مفاعل ديمونة النووي واقتصر عمله على مراقبة نسب الإشعاعات حتى سنة 1985. في فترة عمله نجح بتهريب كاميرا إلى داخل المفاعل (علما بأنه يمنع إدخال الكاميرات) ونجح بتصوير أجزاء من مرافق المفاعل. بجانب عمله في المفاعل درس فعنونو مادة الفلسفة والجغرافيا في جامعة بن غوريون، وفي هذه الفترة تقرب من الطلاب العرب الذين كانوا ينتمون إلى الحزب الشيوعي الإسرائيلي وفي فترة حرب لبنان 1982 بدأ انتمائه السياسي يميل إلى اليسار—الراديكالية وبدأ في إظهار استيائه من بعض السياسات التي تنتهجها حكومة إسرائيل.أنشأ فعنونو أثناء دراسته حركة راديكالية مع عشرة من زملائه في الجامعة منهم خمسة عرب، وأطلقوا على أنفسهم اسم «كامبوس». وكان فعنونو شديد الإعجاب بأستاذه إيفرون بولاكوف ذو الاتجاه الراديكالي والذي رفض الخدمة مع الجيش الإسرائيلي في لبنان إلى أن سجن نتيجة لهذا الأمر.
بدأ نشاط فعنونو الراديكالي يلفت انتباه قوات الأمن الإسرائيلية، فقد كان يظهر التعاطف مع الفلسطينيين كما كان على علاقة وثيقة بمنظمة تدعى حركة تعزيز السلام.
كل هذا أدى إلى بداية معاناته من «تأنيب الضمير» على حد وصفه، بسبب عمله بمفاعل ديمونة النووي الذي كان يعلم بأنه ينتج السلاح النووي في الخفاء
. وبعدما علم مسؤولوه بالعمل عن إفكاره اليسارية المعارضة تم فصله من عمله.
بعد فصله من العمل بدأ يتجول في العالم وذهب في البداية إلى الشرق فزار نيبال وبورما وتايلاند قبل أن يحط في أستراليا، وهناك عمل بالعديد من الأشغال مثل سائق سيارة أجرة وفي غسل الأطباق.

## اعتناقه للمسيحية
بدأ بالتقرب من الكنيسة الأنجليكانية في مقاطعة كينغز كروس تدعى كنيسة سانت جونز، واخبر اصدقائه بالكنيسة عن عمله بالمفاعل. في يوليو 1986 اعتمد واعتنق الديانة المسيحية وهذا الأمر أدى به إلى أن يهجره أبواه وإخوانه الأحد عشرا. وانتقل للعيش في أحد غرف الكنيسة.

## فضح المعلومات
كان فعنونو يناقش موضوعا عن السلام وخطر انتشار الأسلحة النووية وتحدث عن أسرار كان يعرفها، هذه المعلومات وصلت إلى صحفي كولومبي مستقل يدعى أوسكار غيريرو الذي توجه إلى فعنونو وأقنعه بان يبيع معلوماته إلى الصحافة.
بعد أن فشل اوسكار ببيع هذه المعلومات للصحافة المحلية في أستراليا توجه إلى أوروبا حتى وصل إلى صحيفة «ساندي تايمز» البريطانية فارسلة الصحيفة الصحفي «بيتر هونام» للتحقق من القصة.
في صيف 1986 التقي فعنونو في مدينة سيدني الأسترالية الصحفي البريطاني «بيتر هونام» وعرض له المعلومات التي في حوزته والصور التي التقطها خلال فترة عمله في مفاعل ديمونة.
في سبتمبر 1986 أراد الصحفيون التأكد من صدق فعنونو فعرضوا الصور على خبير بالأسلحة النووية، وأكد الخبير النووي أن المعلومات دقيقة جدا وانه من الواضح امتلاك إسرائيل ترسانة نووية متقدمة جدا وتحتوي على ما بين 100 إلى 200 رأس نووي صنعتهم خلال 20 سنة (حتى سنة 1986) وأنها تقوم بجزء من عملها تحت الأرض. وهذه المعلومات أكدت بل وجددت معلومات سابقة أكدت امتلاك إسرائيل ل20 رأس نووي وصنفت إسرائيل كسادس أكبر قوة نووية في العالم.
محاولات الصحفية التأكد من صحة المعلومات وصلت إلى شبكات الاستخبارات الإسرائيلية، فأرسل الموساد فرقا من العملاء السريين تحت قيادة «بيني زئفي» إلى كل من أستراليا وبريطانيا الذين بحثوا عن فعنونو ووجدوه في لندن.
في ذلك الوقت التقى فعنونو بشابة اعتقد أنها سائحة أميركية تدعى سيندي، وقد أظهرت له إعجابها الشديد به، وانتقادها الدائم لحكومة إسرائيل، وهنا يذكر هونام «لقد حذرته منها وقلت إنها قد تكون عميلة للموساد، لكنه لم يشك فيها».
طلبت سيندي من فعنونو التوجه معها إلى روما لقضاء عطلة نهاية الأسبوع حيث تقيم أختها بإحدى المناطق هناك، وقامت بدفع ثمن التذكرتين. لان الموساد لم يرد تخريب العلاقات الحساسة مع الاستخبارات البريطانية.
سافرا معا وقصدا الشقة المزعومة، وبمجرد دخوله إليها وجد شخصين قاما بتقييده وحقنه بمخدر، وتم تهريبه في سفينة عائدا إلى إسرائيل في 30 ديسمبر/ كانون الأول عام 1986.
بتاريخ 5 أكتوبر 1986 نشرت صحيفة الساندي تايمز المعلومات والصور وأيضا مخطط ورسم للمفاعل كما وصفه فعنونو. وحسب ادعاء الصحيفة فأن نشر هذه المعلومات شكل أول دليل لامتلاك إسرائيل أسلحة نووية.

## المحاكمة والسجن
كان فعنونو مختفيا لمدة 40 يوما ولم يعلم أحد انه معتقل في إسرائيل حتى استصدر قرار بتمديد فترة اعتقاله ودون أن يعرف أحد كيف وصل إلى إسرائيل. أثناء عودته من إحدى جلسات المحاكمة إلى السجن كتب على كف يده تفاصيل خطفه حيث كتب:
فعنونو م خطف في روما. إيطاليا. 30.9.86، 21:00. أتى إلى روما في الرحلة BA504 
أدهش فعنونو العالم بشجاعته وثباته إذ قال «على الإنسان أن يكون مستعدا للمجازفة بحياته والتضحية بها من أجل العمل الذي يعتبره مفيدا للإنسانية».
وفي مارس 1988، حكم على مردخاي فعنونو بالسجن 18 سنة من بينهم 11 سنة بالسجن الانفرادي وبعدها منع من التحدث إلى وسائل الأعلام، بعد أن اعتبرته المحكمة خائنا، ليطلق سراحه يوم الأربعاء 21 أبريل من سنة 2004.

## بعد إطلاق سراحه
انتقل فعنونو للسكن في يافا في بيت على حساب قناة ال بي بي سي. ولكن بعد انتشار المقالات عنه قرر الانتقال للعيش في موقع الكنيسة الإنجليزية في القدس في البلدة القديمة بالقدس.
في أكتوبر 2017، صرحت زوجة فعنونو بأن النرويج عرضت عليه الانتقال والعيش فيها.

## قيود ما بعد السجن
يمنع على فعنونو التحدث مع الأجانب ويسمح له التحدث فقط مع من يحمل الهوية الإسرائيلية وان أراد الخروج من المدينة أو تغير مكان مبيته ليلا فعليه أخبار الشرطة قبل 24 ساعة ويمنع عليه دخول أي سفارة أو قنصلية ويمنع عليه مغادرة إسرائيل لمدة عام.
لكن فعنونو خالف هذه التوصيات عدة مرات وحتى انه القي القبض عليه في مناطق تابعة للسلطة الفلسطينية
بعد خروج فعنونو من السجن قدم ضده لائحة اتهام تنسب إليه 22 خرقا للتعليمات التي تخص منع تحدثه مع غير الإسرائيلين أو صحفيين ومنع خروجه من الأراضي الإسرائيلية. في ال15 من أبريل 2007 حكمت محكمة السلام بالقدس عن فعنونو ب15 خرقا للتعليمات المفروضة عليه
في الثاني من يوليو 2007 صدر الحكم ضد فعنونو ب 6 أشهر سجن و6 أشهر سجن معلقة (بمعنى أنها لا تنفذ الا في حالت قام بمخالفة أخرى). في النهاية خفضت المحكمة الحكم إلى 3 أشهر. في حين طلب من المحكمة العليا عدم سجن فعنونو بل معاقبته بان يقوم بخدمة مدنية خوفاً من تعرضه لأذى من باقي السجناء الغاضبين من خيانته
بتاريخ 23 مايو 2010 وقف فعنونو أمام المحكمة في انتظار محاكمته ل3 أشهر بسبب رفضه القيام بخدمة مدنية مع يهود (الخدمة المدنية وهي العقوبة المفروضة عليه في 2007). في 8 أغسطس حرر بعد سجنه لمدة شهرين ونصف
بحسب أخر المعلومات لسنة 2011 فان فعنونو يعيش في تل أبيب ولديه صديقة وهي طبيبه وتأتي لزيارته من حين إلى حين بموافقة الشاباك

## جوائز والأهداءات

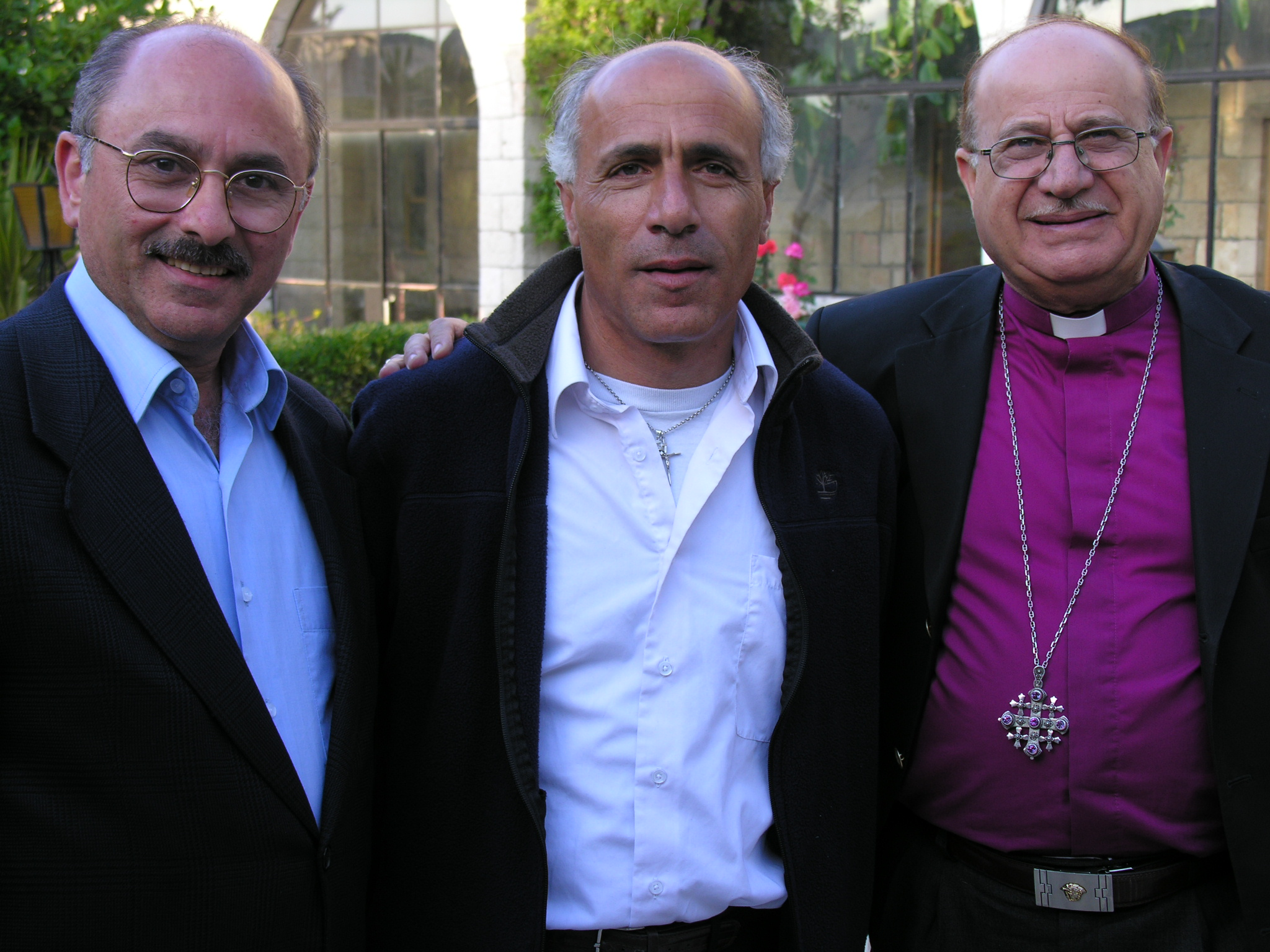
فعنونو مع الاسقف رياح أبو العسل في القدس عام 2005

صحيح أن فعنونو متهم بالخيانة ويرى الكثيرون انه خائن، لكن ينظر إليه البعض في إسرائيل وخارج إسرائيل على انه بطل يحارب لمنع انتشار الأسلحة النووية وقد تظاهروا ردا على اعتقال فعنونو وسجنه لفترة طويلة، وطالبوا ترشيحه لجائزة نوبل للسلام على تضحيته. انتقد بعض المتخصصين رعاية إسرائيل لفعنونو بعد أن قاموا بزيارة له، وقالوا أن إسرائيل قد قامت باهداء شرعية لفعنونو بعملية اختطافه وأكدت أن المعلومات التي بيدي فعنونو هي موثوقة وصحيحة. وأيضا صحيفة «ساندي تايمز» أكدت هذا الكلام.
الاتحاد الأوروبي أدان إسرائيل على نوعية الرعاية بفعنونو، وادعى أن عملية الخطف من إيطاليا تمس بالسيادة الإيطالية وتخالف القوانين الدولية. ومنظمات حقوقية عدة ومن بينهم منظمة العفو الدولية أدانوا حكومة إسرائيل واعترفوا بفعنونو «أسير ضمير».
حاز فعنونو على جائزة The Livehood Award في ديسمبر /كانون الأول 1987 من السويد، وهي توازي جائزة نوبل، وتبرع بثمنها البالغ مائة ألف دولار لتأسيس منظمة تدعو إلى منع انتشار الأسلحة النووية في منطقة الشرق الأوسط، وتم ترشيحه لنيل جائزة نوبل للسلام في كل السنوات من 1988 إلى 2004. حصل على درجة الدكتوراه الفخرية من جامعة ترومسو بالنرويج وهي جائزة قيمة سنة 2001. وأيضا جامعة جلزجو اسكتلندا عينت مردخاي فعنونو رئيسا لعلامة الاحترام. سنة 2005 حصل على جائزة الشعب النرويجي للسلام.
في سبتمبر 2004 قامت يوكو أونو بأهداء فعنونو جائزة للسلام على اسم زوجها الراحل جون لينون وفي أكتوبر 2010 أعلن قرار اهداء فعنونو «ميدالية فون أوسيتزكي» على اسم كارل فون أوسيتزكي مقدمة من «جمعية حقوق الإنسان الدولية».
تم تبني فعنونو رسميا من قبل «نيك وميري اوفون» وهما زوجان مسيحيان هيبيز من مينيسوتا الولايات المتحدة.
يلقى فعنونو دعما من عدة أحزاب إسرائيلية وتحديدا احزاب يساريه ومن الكنيسة الإنجليزية.

## وصلات خارجية
- مردخاي فعنونو على موقع IMDb (الإنجليزية)
- مردخاي فعنونو على موقع الموسوعة البريطانية (الإنجليزية)
- مردخاي فعنونو على موقع مونزينجر (الألمانية)
- مردخاي فعنونو على موقع إن إن دي بي (الإنجليزية)

- موردخاي فعنونو. مفاعل ديمون، برنامج لقاء اليوم، قناة الجزيرة، 1 سبتمبر 2004
- ואנונו יוצא לחופשי ועוד סקירה בנושא שחרורו מתוך واي نت
- אתר על תוכנית הגרעין של ישראל - כולל פירוט חשיפותיו של ואנונו ומשמעותן.
- האתר (באנגלית) של האגודה לשחרור ואנונו
- מרדכי ואנונו, למען ששת מיליארד תושבי העולם השביר הזה, אתר הגדה השמאלית